# 708
708 (DCCVIII) je bilo prestopno leto, ki se je po julijanskem koledarju začelo na nedeljo.

## Dogodki
- 25. marec - Konstantin I. postane papež.
- Bitka pri Anhialu

## Rojstva
- Teodoald, dvorni majordom Avstrazije  († 741)

## Smrti
- Ašina Huajdao, marionetni gokturški kagan pod dinastijo Tang (* ni znano)